# 세실리아 로트
세실리아 로트(Cecilia Roth, 1956년 8월 8일 ~ )는 아르헨티나의 배우이다. 1999 유럽 영화상 여우주연상, 고야상 여우주연상 2회(1997, 1999) 수상자이다. 1990년대에 페드로 알모도바르 감독과 가수 피토 파에스의 뮤즈로 유명했다.

## 작품 목록
- 플레이스 인 더 월드 (1992)
- 마르틴 (1997)
- 내 어머니의 모든 것 (1999)
- Una noche con Sabrina Love (2000)
- Antigua vida mía (2001)
- 그녀에게 (2002)
- Sofacama (2006)
- 가족의 죄 (2020) - 알리시아 역